# Architype Aubette

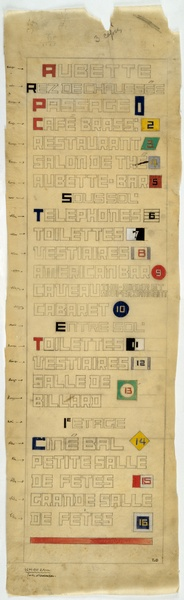
Ontwerp voor een wegwijzerbord uit 1927, dat de basis vormde voor Architype Aubette.

Architype Aubette is een schreefloos lettertype, dat alleen uit hoofdletters en cijfers bestaat, ontworpen door kunstenaar Theo van Doesburg in het najaar van 1927 voor de verbouwing van amusementsgelegenheid de Aubette in Straatsburg.

## Ontwerp
Het lettertype is gebaseerd op Van Doesburgs omstreeks 1919 ontworpen Standaardlettertype (zie Architype Van Doesburg) en kwam min of meer per toeval tot stand toen er voor de Aubette belettering voor de bewegwijzering in het gebouw en de gevelletters in neon aan de buitenkant waren. Waarom Van Doesburg niet zijn al bestaande lettertype hiervoor gebruikte is onbekend.
Om het de bezoekers van de Aubette gemakkelijker te maken hun weg te vinden in het immense, vier bouwlagen tellende gebouw, kreeg elke ruimte, 18 in totaal, een cijfer. De naam van elk van deze ruimten, gevolgd door het betreffende cijfer, kwam vervolgens terug op een twee meter hoog bord, opgesteld links van de hoofdingang.
Naar voorbeeld van grote amusementspaleizen in Berlijn, zoals 'Haus Vaterland' op de Potsdamer Platz, kreeg ook de Aubette een uitgebreid schema van neonletters aan de buitenkant in hetzelfde lettertype als het wegwijsbord. In dit schema werden opnieuw alle in het gebouw aanwezige functies aangegeven, zoals Cabaret, Ciné-bal, Patisserie, Restaurant, Billard, enz.

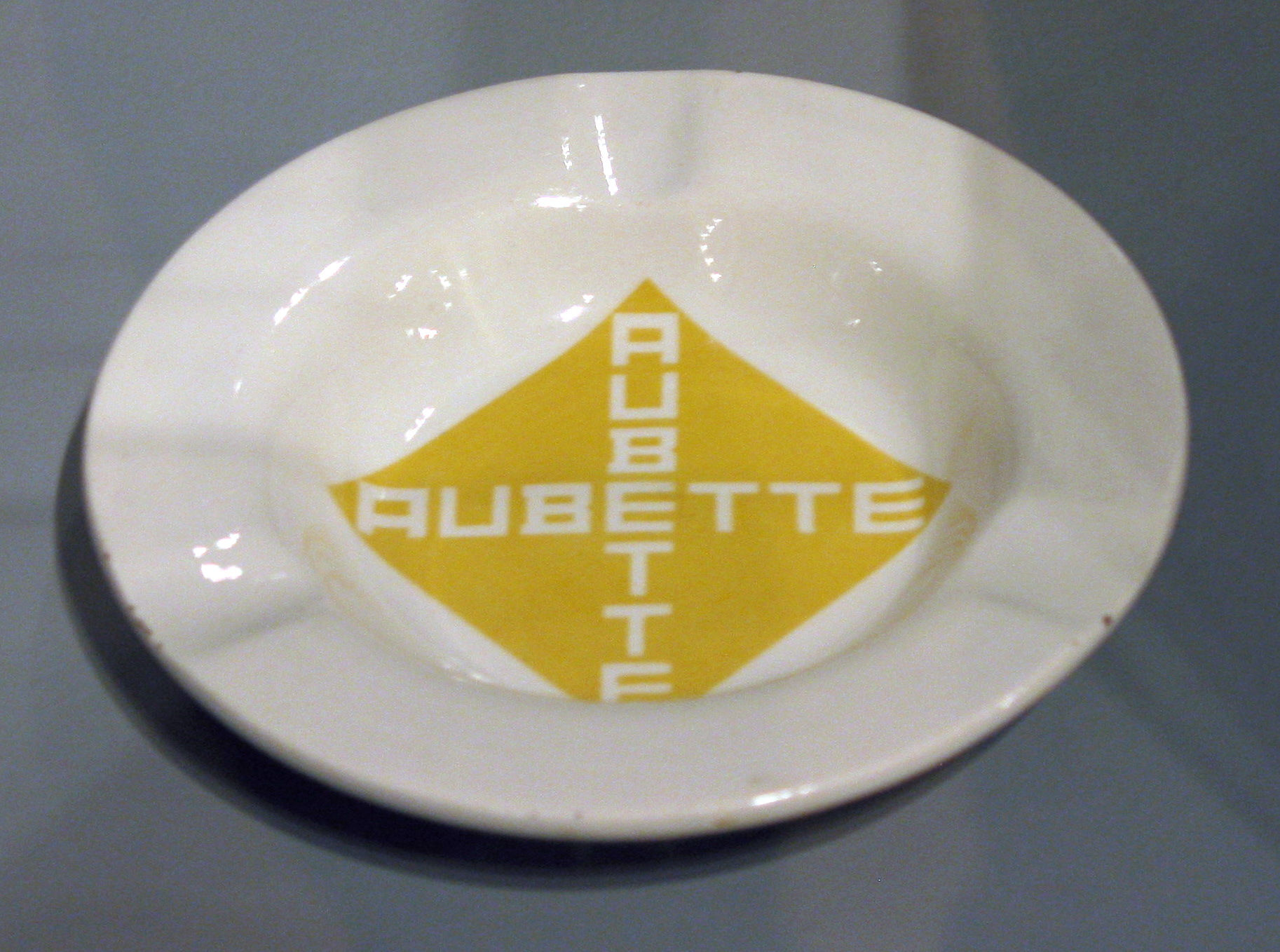
Theo van Doesburg (ontwerp), Saneggemines (uitvoering). Asbak. 1927.

Ook ontwierp Van Doesburg het Aubette logo: een gele ruit met daarin horizontaal en verticaal gekruist de naam Aubette, dat terugkomt in de asbakken.
Architype Aubette maakt, naast vergelijkbare lettertypen als Architypen Van Doesburg, Schwitters en Van der Leck, deel uit van een serie vroeg-twintigste-eeuwse experimentele lettertypen, in 1997 gedigitaliseerd door Freda Sack en David Quay van The Foundry in London.